# Durrães
Durrães ist ein Ort und eine ehemalige Gemeinde (Freguesia) im nordportugiesischen Kreis Barcelos. Die Gemeinde hatte 690 Einwohner (Stand 30. Juni 2011).
Im Zuge der Gebietsreform am 29. September 2013 wurden die Gemeinden Durrães und Tregosa zur neuen Gemeinde União das Freguesias de Durrães e Tregosa zusammengefasst. Durrães ist Sitz dieser neu gebildeten Gemeinde.